# France d'outre-mer
Pour les articles homonymes, voir Outremer.

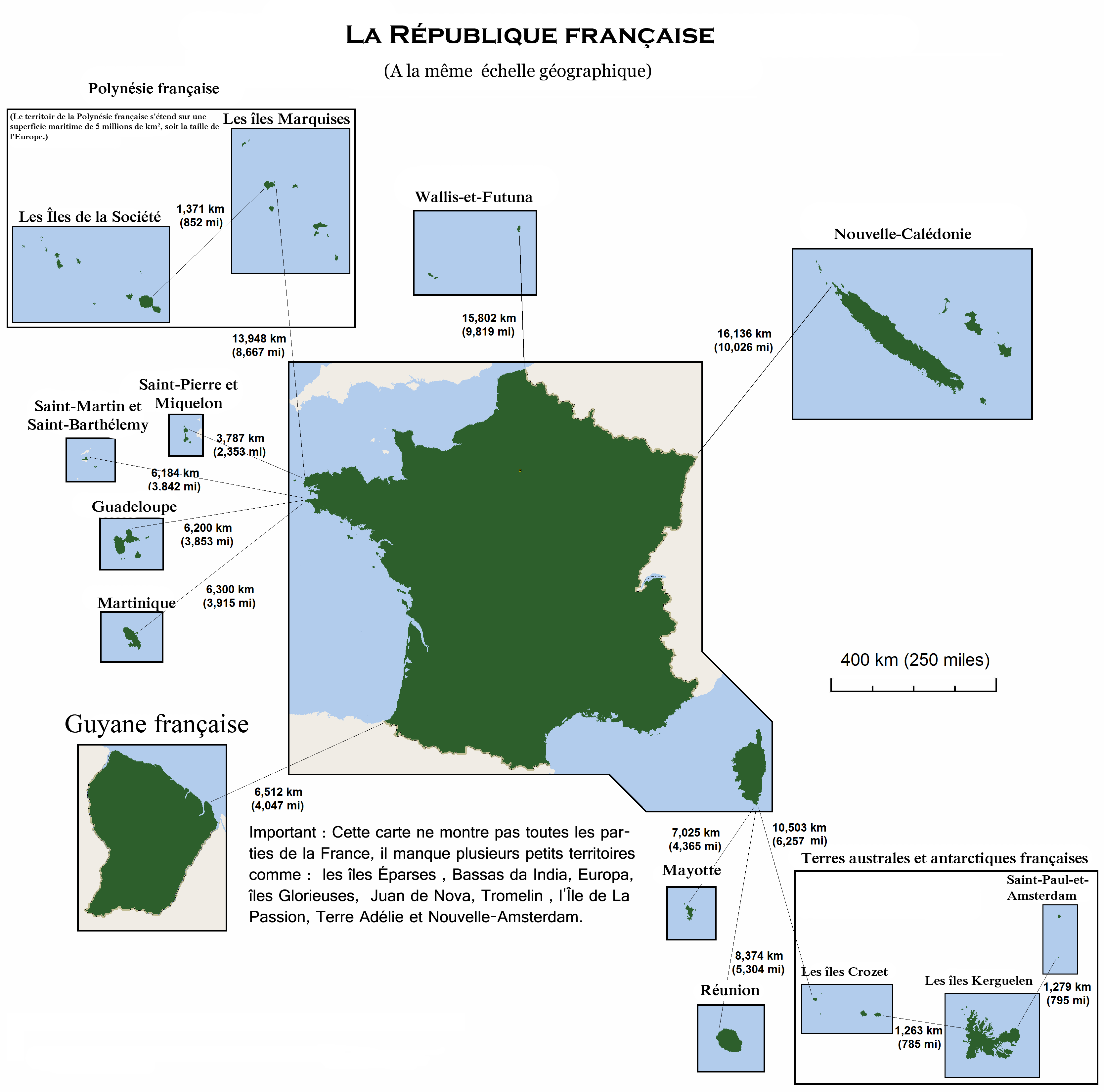
La France métropolitaine et d'outre-mer à la même échelle.

La France d'outre-mer, la France ultramarine, les Outre-mer ou les outre-mers, ou bien encore les Territoires ultramarins, comprend les treize territoires de la République française situés en dehors de la France métropolitaine. On parle aujourd'hui de DROM-COM (départements et régions d'outre-mer et collectivités d'outre-mer), bien que l'ancienne dénomination de DOM-TOM (départements d'outre-mer et territoires d'outre-mer) soit encore la plus utilisée dans la vie courante. Issus des anciens empires coloniaux français (XVIe – XVIIIe siècles et XIXe – XXe siècles), ces territoires sont situés en Amérique, Océanie, dans l'océan Indien et en Antarctique. Ils recouvrent des réalités culturelles et politiques très variées et sont soumis à des régimes administratifs et juridiques très différents. La plupart des territoires français d'outre-mer sont des îles ou des archipels, mais ils comprennent également une partie de l'Amérique du Sud (Guyane) ainsi qu'une grande partie du continent antarctique.
Avec une superficie terrestre de 120 369 km2 (ou 552 528 km2 en incluant la terre Adélie) et une population supérieure à 2,834 millions d'habitants en 2024, l'outre-mer représente 17,9 % du territoire terrestre et 4,1 % de la population de la France.

## Histoire
La France d'outre-mer désigne tout d'abord les territoires de l'Empire colonial français. 
Les îles françaises des Antilles, la Guyane, La Réunion et Saint-Pierre-et-Miquelon font partie du premier empire colonial français. Au cours du XIXe siècle, la France colonise de nouveaux territoires en Afrique, en Asie du Sud-Est et en Océanie. Au sein de ce second empire colonial, une diversité de statuts existent : départements d'Algérie, colonie, protectorat, auxquels s'ajoutent les mandats reçus de la Société des Nations, principalement au Proche-Orient. Dans certaines anciennes possessions, (Antilles françaises et Réunion), les habitants ont automatiquement accès à la citoyenneté française alors qu'ailleurs son acquisition est difficile et les habitants soumis au régime de l'indigénat. 
À partir de 1920, Jean Ralaimongo (nationaliste malgache, membre dirigeant du mouvement national malgache Vy Vato Sakelika (V.V.S, « fer, pierre, Réseau »), président de la Ligue française pour l’accession des indigènes de Madagascar aux droits des citoyens français, et engagé volontaire pendant la Première Guerre mondiale) est le premier à réclamer le statut de département d'Outre-mer, il a mené la campagne en faveur de l'égalité des droits pour les Malgaches, il voulait voir Madagascar devenir une partie de la France et voyait la naturalisation de ses concitoyens comme une voie progressive à suivre. Réclamant « Madagascar département français », et pour tous les Malgaches la citoyenneté française au même titre que n'importe quelle personne née sur le territoire national. 
À l'issue de la Seconde Guerre mondiale (au cours de laquelle le contrôle des possessions françaises d'outre-mer joue un rôle important), le statut de l'empire colonial français évolue avant qu'il ne finisse par disparaitre. La loi de départementalisation de mars 1946 fait de la Guadeloupe, la Martinique, La Réunion et la Guyane des départements français dans lesquels s'appliquent les lois et décrets déjà en vigueur en France métropolitaine.
La Constitution de la Quatrième République crée l'Union française. Les colonies deviennent territoires d'outre-mer et font partie avec la métropole et les départements d'outre-mer (Algérie, Guadeloupe, Martinique, Réunion, Guyane) de la République française alors que les protectorats deviennent États associés (dont plusieurs prennent leur indépendance). Avec la Cinquième République est créée la Communauté française, mais celle-ci ne dure pas. À la mise en place de la Constitution, l'article 76 offre le choix à chaque TOM :
- soit de conserver son statut de territoire d'outre-mer (TOM) au sein de la République française ;
- soit de devenir département d'outre-mer de la République (c'est-à-dire être intégré à la République) ;
- soit de quitter la République française en devenant État membre de la Communauté (c'est-à-dire gagner en autonomie).

Le Gabon choisit de devenir un département d'outre-mer, mais en est dissuadé par De Gaulle et son ministre de l'Outre-mer, Bernard Cornut-Gentille. La plupart des territoires deviennent États membres de la Communauté avant de devenir finalement indépendants en 1960. Certains choisissent de conserver le statut de territoire d'outre-mer : la Nouvelle-Calédonie, la Polynésie française, les Terres australes et antarctiques françaises (TAAF), Saint-Pierre-et-Miquelon, la Côte française des Somalis et les Comores. À la suite d'un référendum en 1959, Wallis-et-Futuna choisit de mettre fin au protectorat et de devenir un territoire d'outre-mer en 1961. À la suite d'un référendum, les Comores deviennent indépendantes en 1975 à l'exception de Mayotte, qui vote pour rester française. La Côte des Somalis, rebaptisée territoire français des Afars et des Issas, devient indépendante en 1977.
La loi du 24 décembre 1976 fait de Mayotte une « collectivité territoriale au sein de la République française ».
Saint-Pierre-et-Miquelon devient un département d'outre-mer en 1976 puis est transformé en collectivité à statut particulier par une loi du 11 juin 1985.
Dans les années 1980, la Nouvelle-Calédonie connait des troubles violents qui culminent avec la prise d'otages d'Ouvéa. Les accords de Matignon en 1988, validés par référendum, ramènent la paix : la Nouvelle-Calédonie est découpée en provinces dotées d'importants pouvoirs et un référendum d'autodétermination doit être organisé. Les accords de Nouméa repoussent la date du référendum et la Nouvelle-Calédonie devient une collectivité à statut particulier régie par des dispositions spécifiques de la Constitution. La loi organique relative à la Nouvelle-Calédonie de 1999 organise les institutions de la collectivité et lui permet d'adopter des lois du pays à valeur quasi-législative. En 2018, 2020 et 2021 sont organisés les trois référendums prévus par les accords de Nouméa, qui voient tous la victoire du non à l'indépendance.
En 2001, Mayotte devient une « collectivité départementale ». 
La révision constitutionnelle du 28 mars 2003 abolit la notion de territoire d'outre-mer et crée deux catégories juridiques pour la France d'outre-mer, en plus du statut spécifique de la Nouvelle-Calédonie, :
- les départements et régions d'outre-mer (DROM) sont régis par l'article 73 de la Constitution qui prévoit que « les lois et règlements [y] sont applicables de plein droit » mais que des adaptations sont possibles en raison des « caractéristiques et contraintes particulières » de ces territoires. L'article prévoit également que le conseil départemental et le conseil régional d'un DROM peuvent fusionner pour former une collectivité unique.
- les collectivités d'outre-mer (COM) sont régies par l'article 74 de la Constitution qui prévoit que le statut de chaque COM est fixé par une loi organique qui prévoit notamment « les conditions dans lesquelles les lois et règlements y sont applicables ».

Cette réforme constitutionnelle, ainsi que le régime législatif et l'organisation des TAAF, est fixée par une loi.
En 2004, la Polynésie française est dotée d'un nouveau statut remplaçant celui de TOM de 1996. Il qualifie la Polynésie française de « Pays d'outre-mer au sein de la République » régi par l'article 74 de la Constitution et il lui permet d'adopter des lois du pays à valeur réglementaire.
En 2007, les communes de Saint-Barthélemy et Saint-Martin sont détachées de la Guadeloupe pour former chacune une collectivité d'outre-mer. Le statut de Mayotte et Saint-Pierre-et-Miquelon est également clarifié en COM. 
En 2009, les électeurs de Mayotte choisissent par référendum de devenir un DROM régi par l'article 73. Une collectivité territoriale unique exerçant les compétences d'un département et d'une région d'outre-mer est créée en 2011 sous le nom de « Département de Mayotte ». 
En 2010, la Guyane et la Martinique refusent par référendum de devenir des collectivités d'outre-mer mais acceptent la création de collectivités territoriales uniques regroupant région et département mais toujours soumises à l'article 73 de la Constitution.
La République malgache continue à revendiquer la souveraineté sur les îles Éparses, l'enjeu principal étant celui de l'exploitation de la zone économique exclusive (ZEE) : 127 300 km2 pour l'île Europa.
La France exerce des droits souverains sur les espaces maritimes adjacents à l'île, afin d'assurer la protection d'une biodiversité riche, des biens culturels et naturels ainsi que des ressources économiques dont elle a la responsabilité.
En mai 2019, le président de la République française, Emmanuel Macron, se montre disposé à « un dialogue pour aboutir à une solution commune » par la mise en place d'une commission mixte avec Madagascar, sans avoir recours à une juridiction internationale. Le 18 novembre 2019, deux délégations se rencontrent à Tananarive pour engager des discussions préparatoires, dans le cadre d'une commission mixte lancée en mai 2019 par les présidents français et malgache. Le processus est censé aboutir a un accord pour juin 2020, date du 60e anniversaire de l'indépendance de Madagascar.
L’accord intervenu en octobre 2024, sur la restitution à l’île Maurice des îles Chagos par la Grande-Bretagne, au cœur de l’océan Indien, abritant notamment la base américaine de Diego Garcia, à relancé le débat à Madagascar, et à l'île Maurice d'une future congestion, ou restitution, par la France des îles éparses.

## Liste des territoires français d'outre-mer

### Territoires habités
| Drapeau | Nom du territoire et code ISO 3166-1 | Code Insee | Capitale       | Population     | Superficie | Statut                                                                              | Localisation                               | Observations | Fuseau horaire | Statut européen                | Monnaie         |
| ------- | ------------------------------------ | ---------- | -------------- | -------------- | ---------- | ----------------------------------------------------------------------------------- | ------------------------------------------ | --- | -------------- | ------------------------------ | --------------- |
|         | Guadeloupe GP, GLP                   | 971        | Basse-Terre    | 383 569 (2022) | 1 629 km2  | Département et région d'outre-mer                                                   | Antilles                                   | | UTC-4          | Région ultrapériphérique       | Euro            |
|         | Martinique MQ, MTQ                   | 972        | Fort-de-France | 361 019 (2022) | 1 128 km2  | Département et région d'outre-mer (avec statut de collectivité territoriale unique) | Antilles                                   | | UTC-4          | Région ultrapériphérique       | Euro            |
|         | Guyane GF, GUF                       | 973        | Cayenne        | 288 382 (2022) | 86 504 km2 | Département et région d'outre-mer (avec statut de collectivité territoriale unique) | Amérique du sud, au nord du Brésil         | Seul territoire ultramarin n'étant pas une île ou un archipel. | UTC-3          | Région ultrapériphérique       | Euro            |
|         | La Réunion RE, REU                   | 974        | Saint-Denis    | 881 348 (2022) | 2 512 km2  | Départment et région d'outre-mer                                                    | Au large de Madagascar, à l'Est            | Territoire ultramarin le plus peuplé. | UTC+4          | Région ultrapériphérique       | Euro            |
|         | Saint-Pierre-et-Miquelon PM, SPM     | 975        | Saint-Pierre   | 5 819 (2022)   | 242 km2    | Collectivité d'outre-mer                                                            | Au sud de Terre-Neuve                      | | UTC-3          | Pays et territoire d'outre-mer | Euro            |
|         | Mayotte YT, MYT                      | 976        | Mamoudzou      | 256 518 (2017) | 376 km2    | Département et région d'outre-mer (avec statut de collectivité territoriale unique) | Afrique, entre le Mozambique et Madagascar | Revendiquée par les Comores. Mamoudzou est le chef-lieu de facto depuis le 27 août 2023, à la suite d'un vote du Conseil départemental, l'arrêté ministériel officialisant le transfert de Dzaoudzi vers Mamoudzou n'ayant pas encore été publié. | UTC+3          | Région ultrapériphérique       | Euro            |
|         | Saint-Barthélemy BL, BLM             | 977        | Gustavia       | 10 562 (2022)  | 25 km2     | Collectivité d'outre-mer                                                            | Antilles                                   | | UTC-4          | Pays et territoire d'outre-mer | Euro            |
|         | Saint-Martin MF, MAF                 | 978        | Marigot        | 31 496 (2022)  | 56 km2     | Collectivité d'outre-mer                                                            | Antilles                                   | Île partagée entre la partie française au nord et la partie néerlandaise au sud. | UTC-4          | Région ultrapériphérique       | Euro            |
|         | Wallis-et-Futuna WF, WLF             | 986        | Mata-Utu       | 11 151 (2023)  | 140 km2    | Collectivité d'outre-mer                                                            | Pacifique sud                              | | UTC+12         | Pays et territoire d'outre-mer | Franc pacifique |
|         | Polynésie française PF, PYF          | 987        | Papeete        | 278 786 (2022) | 4 200 km2  | Collectivité d'outre-mer                                                            | Pacifique sud                              | | UTC-10         | Pays et territoire d'outre-mer | Franc pacifique |
|         | Nouvelle-Calédonie NC, NCL           | 988        | Nouméa         | 271 407 (2019) | 18 575 km2 | Collectivité sui generis                                                            | Au large de l'Australie, à l'Est           | | UTC+11         | Pays et territoire d'outre-mer | Franc pacifique |

### Territoires/statuts particuliers
| Drapeau | Nom du territoire et code ISO 3166-1                       | Code Insee | Capitale                       | Population | Superficie  | Statut                        | Localisation                                                                                                  | Observations                                      | Fuseau horaire       | Statut européen                | Monnaie |
| ------- | ---------------------------------------------------------- | ---------- | ------------------------------ | --- | ----------- | ----------------------------- | --- | ------------------------------------------------- | -------------------- | ------------------------------ | ------- |
|         | Terres australes et antarctiques françaises (TAAF) TF, ATF | 984        | Administré depuis Saint-Pierre | Selon la saison : - Îles Kerguelen : entre 45 et 110 - terre Adélie : entre 30 et 100 - Îles Saint-Paul et Amsterdam : 25 à 45 - Archipel Crozet : 25 à 45 | 439 672 km2 | Collectivité sui generis      | terre Adélie, archipel Crozet, îles Kerguelen, îles éparses de l'océan Indien et îles Saint-Paul et Amsterdam | Revendication de Madagascar sur les îles éparses. | UTC+3, +4, +5 et +10 | Pays et territoire d'outre-mer | Euro    |
|         | Clipperton Aucun code ISO                                  | 989        | Administré depuis Papeete      | 0 | 7 km2       | Propriété domaniale de l'État | Pacifique nord                                                                                                |                                                   | UTC-8                | Territoire spécial             | Euro    |

### Carte de localisation

Carte de localisation des territoires français d'outre-mer.

## Galerie

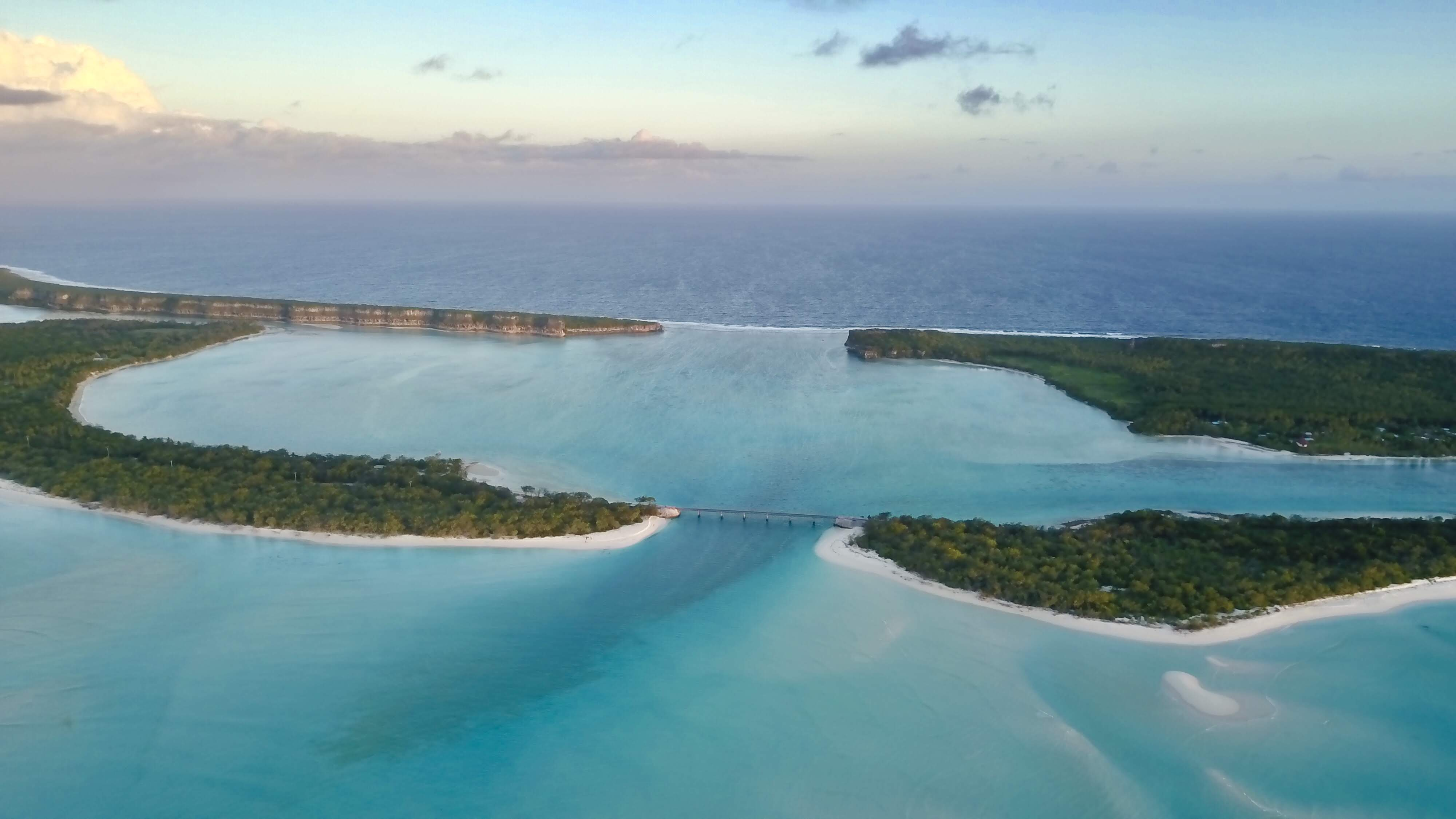
Pont et baie de Mouly, Ouvéa, Nouvelle-Calédonie.
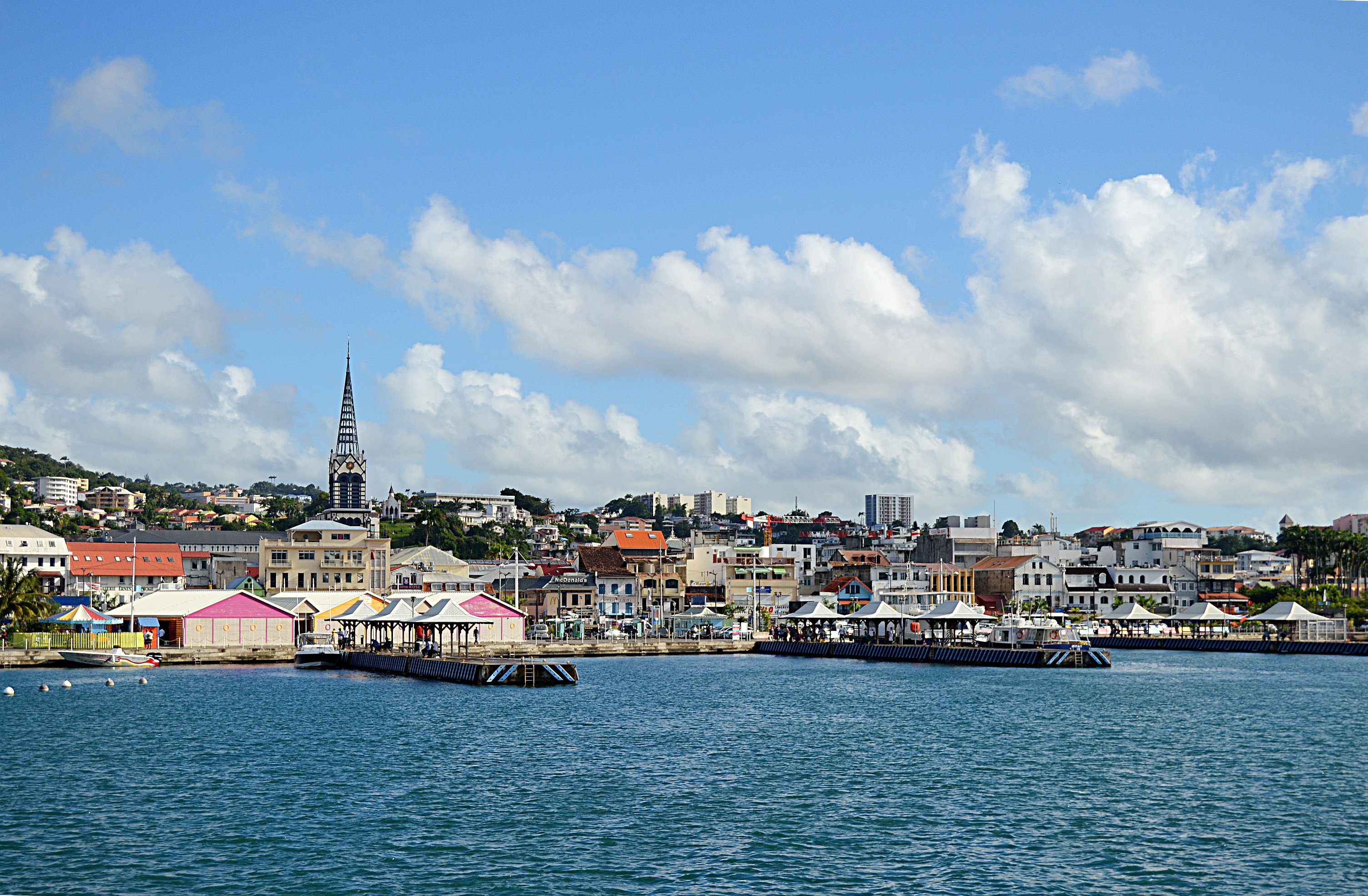
Baie de Fort-de-France, Martinique.
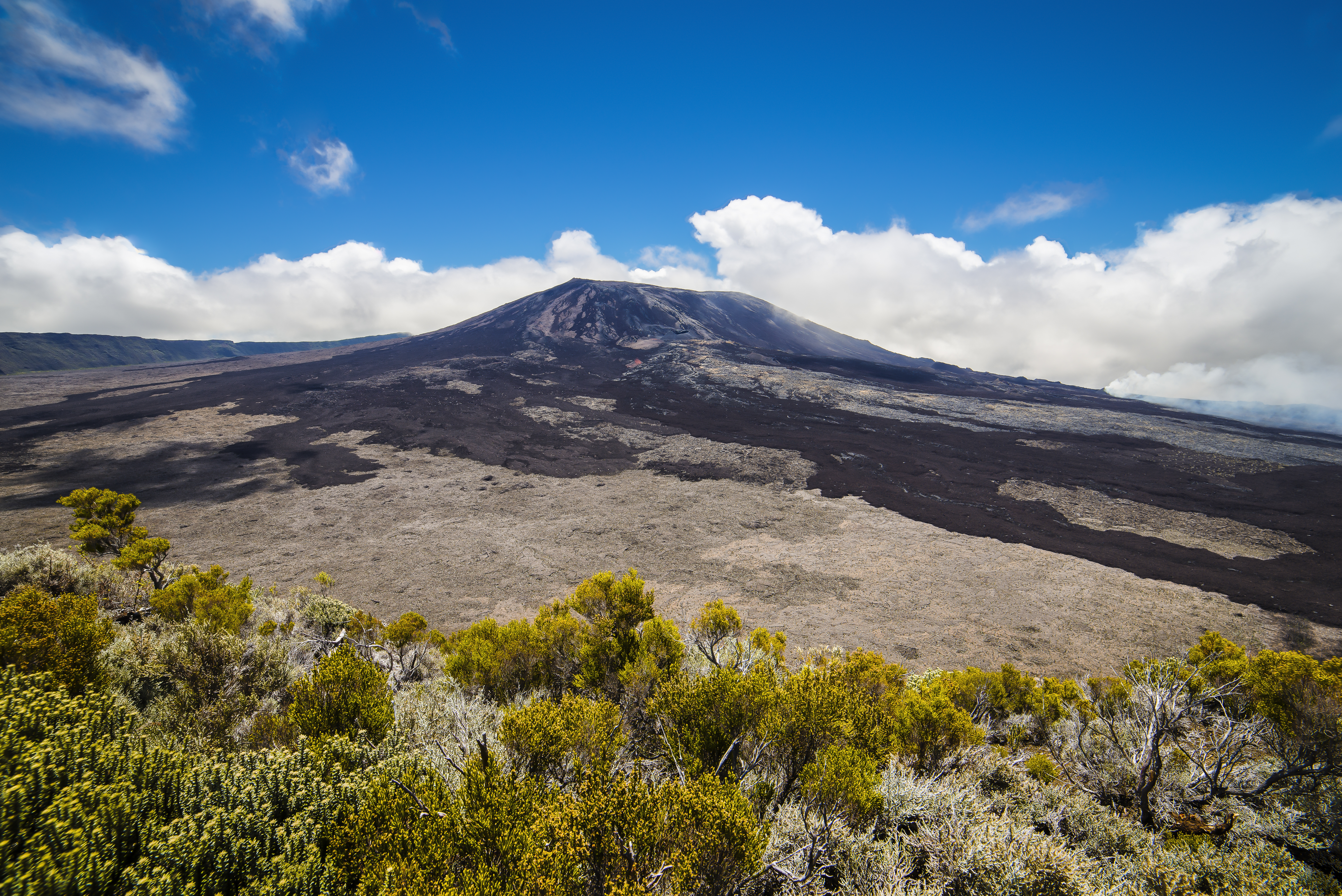
Piton de la Fournaise, La Réunion.
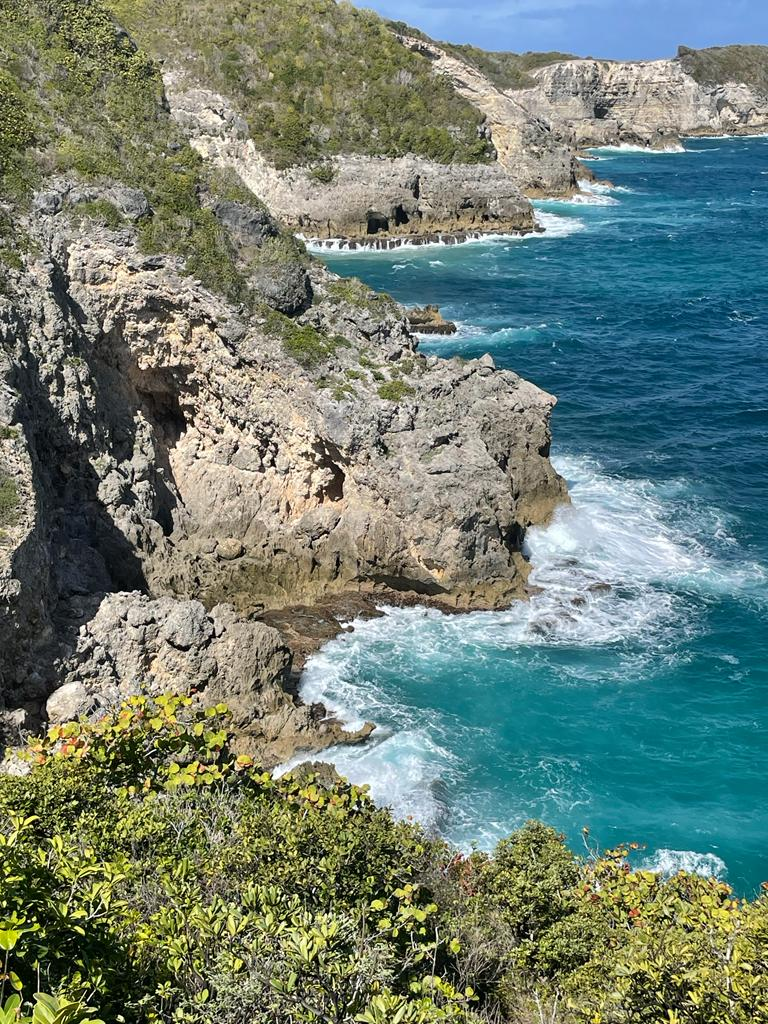
Gueule Grand gouffre, Guadeloupe.
Image satellite des côtes de la Guyane.
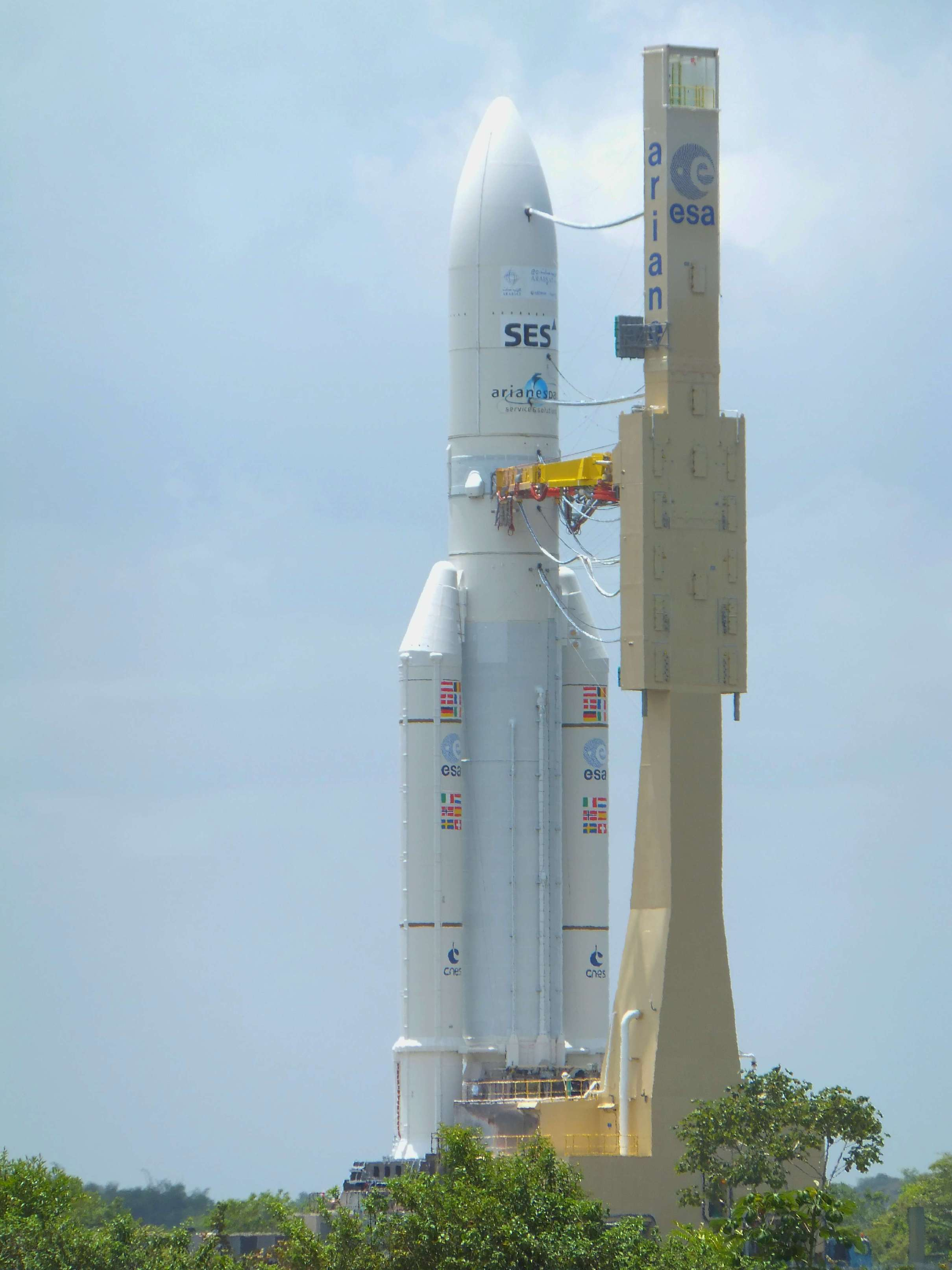
Ariane 5 au Centre spatial guyanais (CSG).
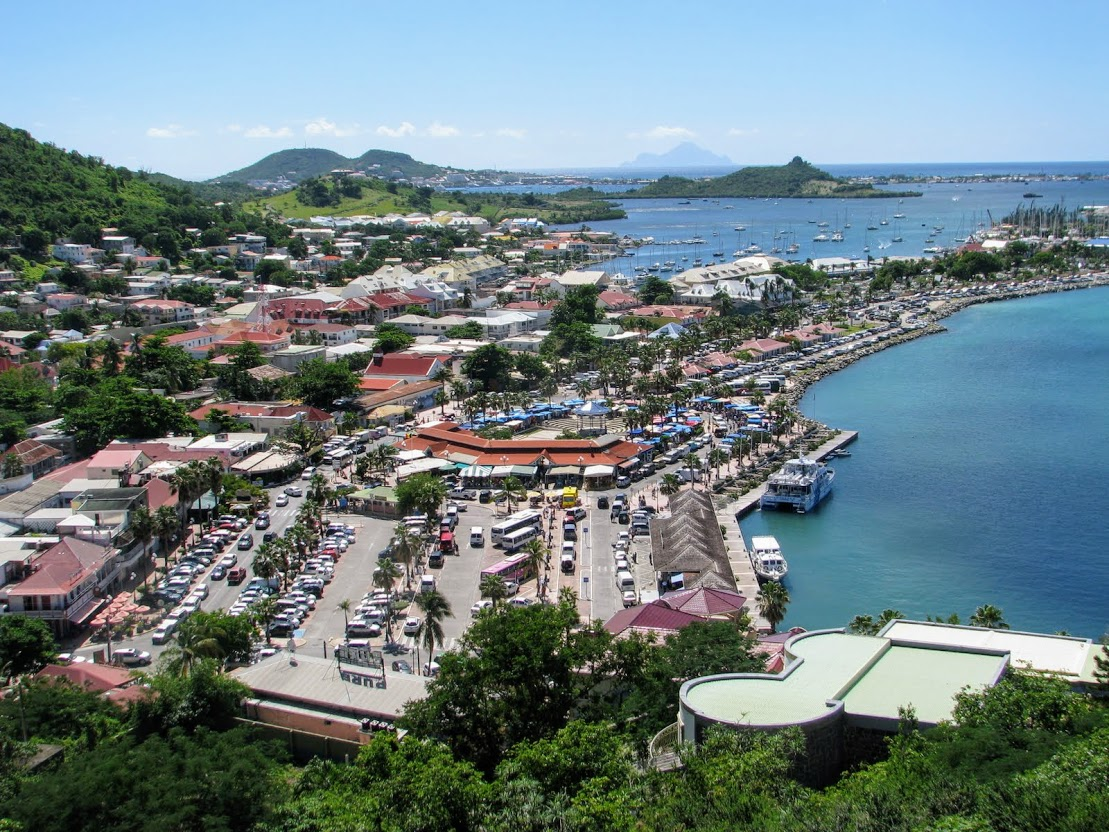
Marigot, Saint-Martin.
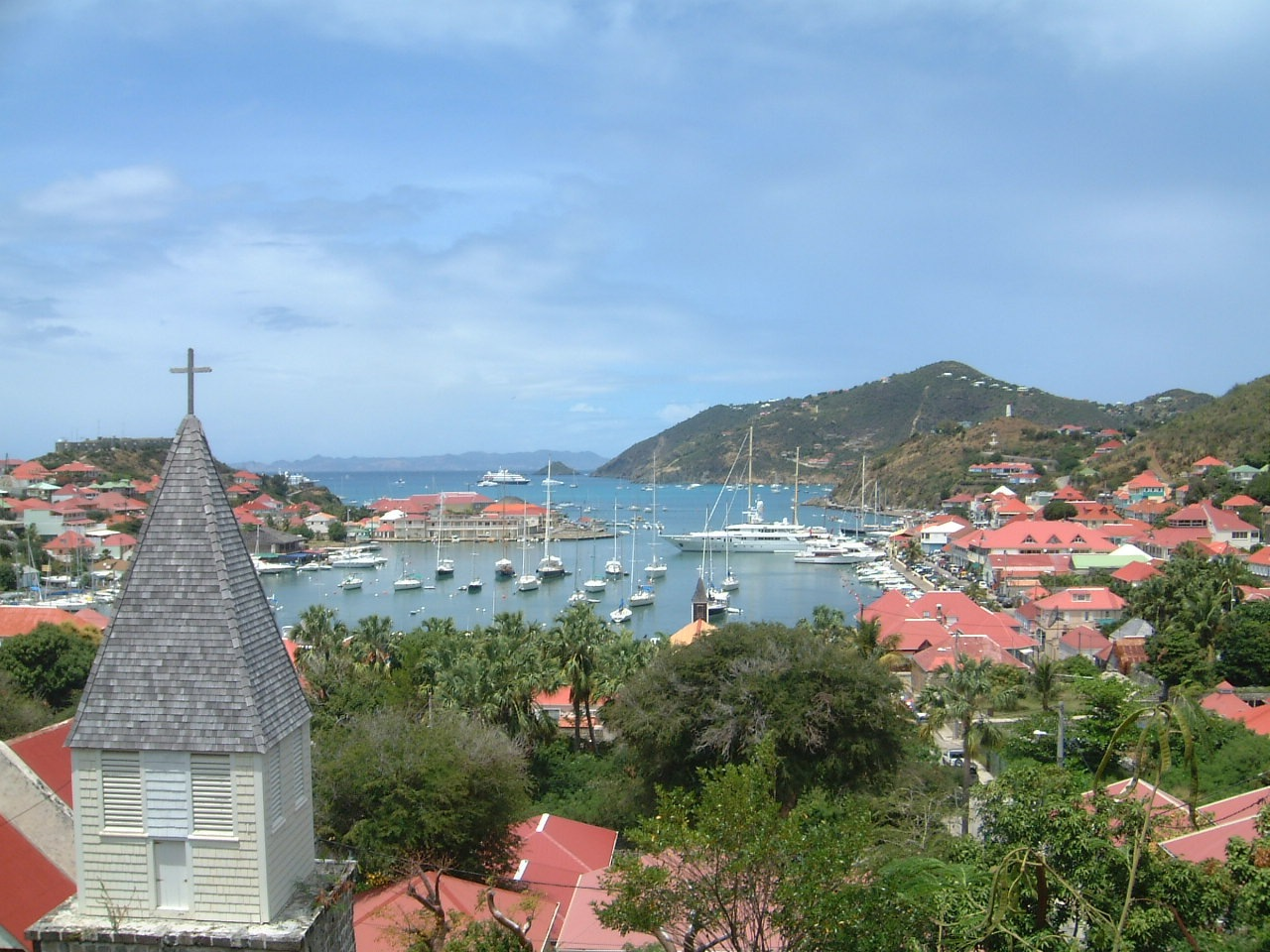
Vue du port de Gustavia, Saint-Barthélemy.
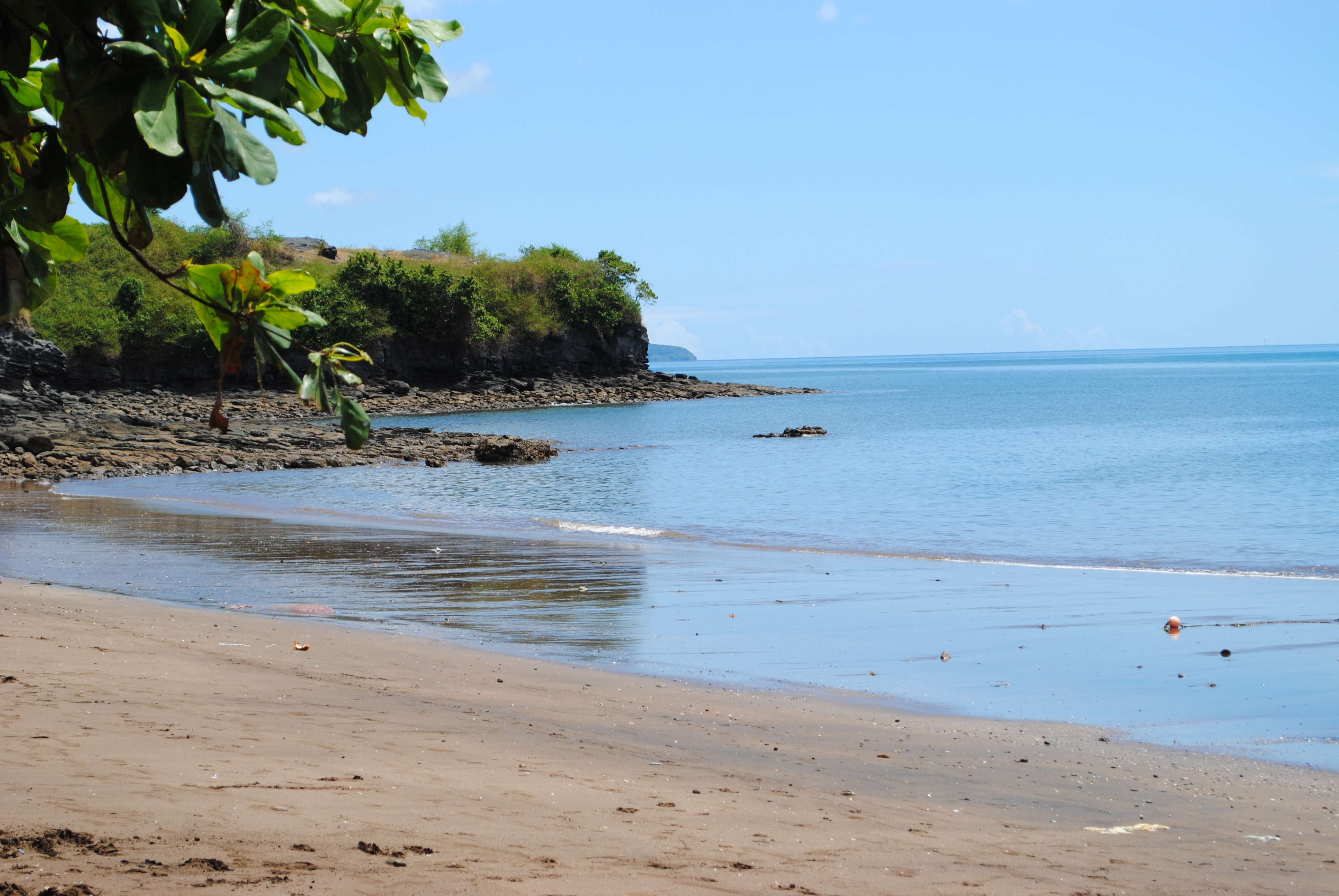
Plage de Trevani à Mayotte.
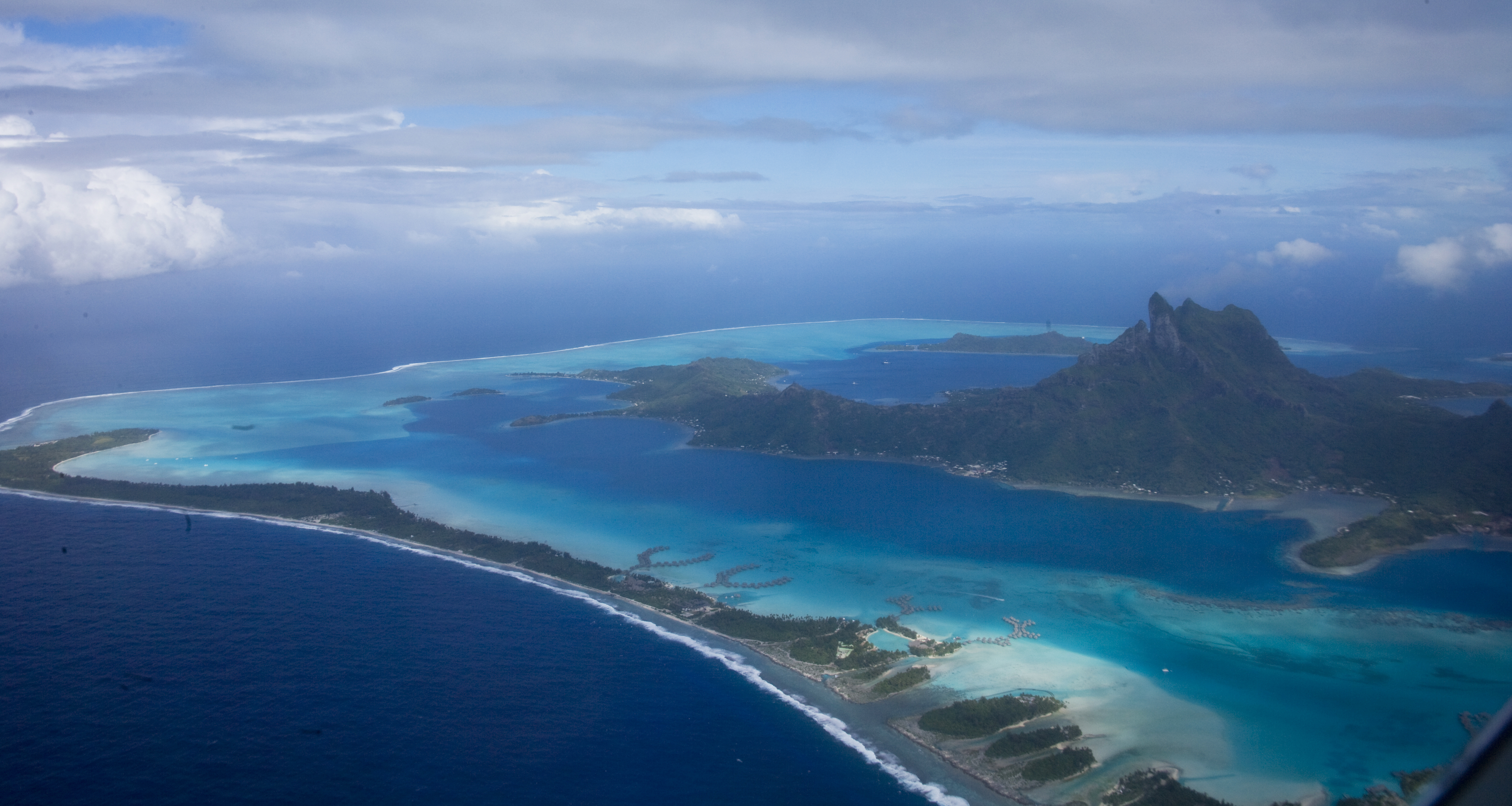
Récifs de Bora Bora en Polynésie française.
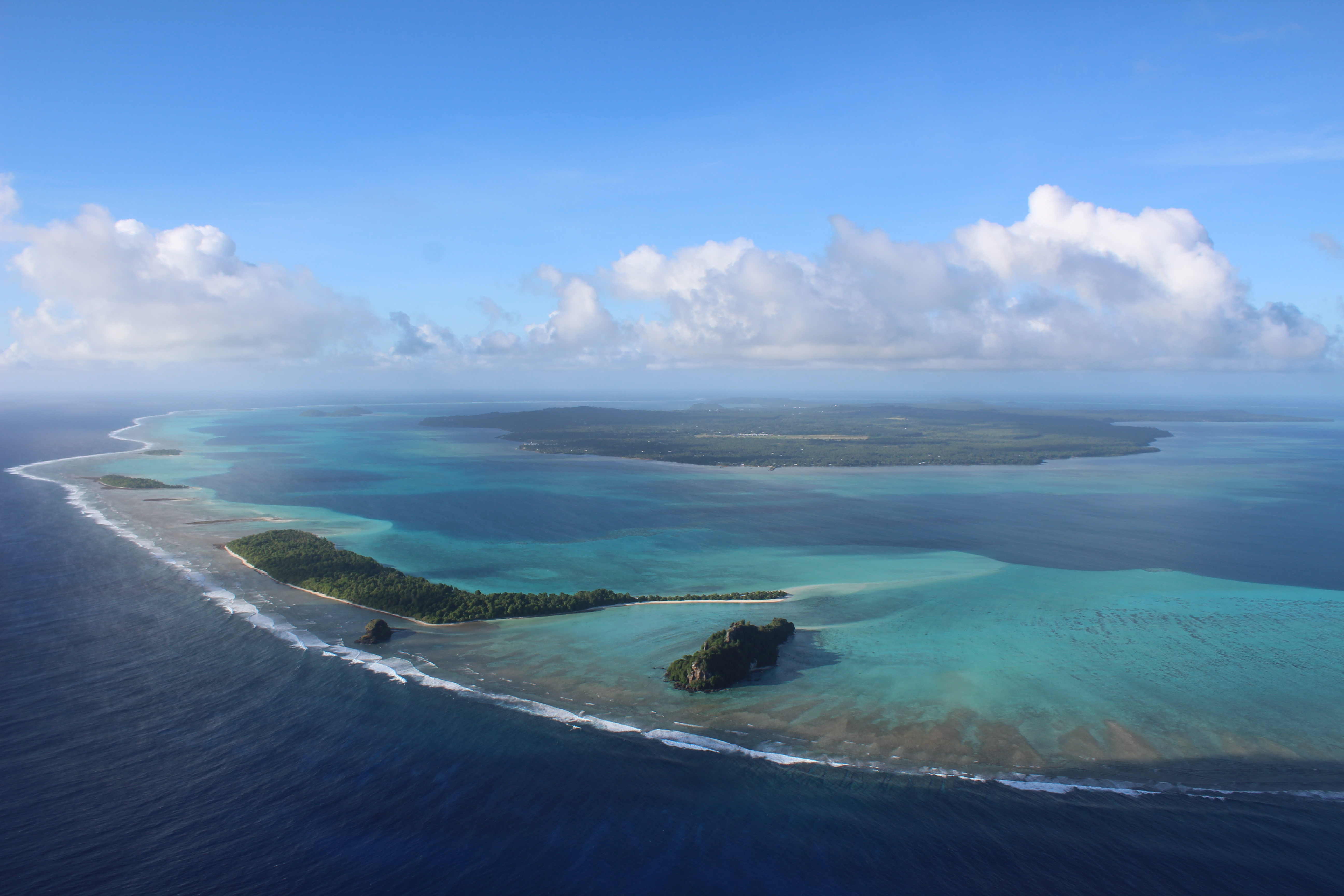
Île de Wallis vue du ciel.
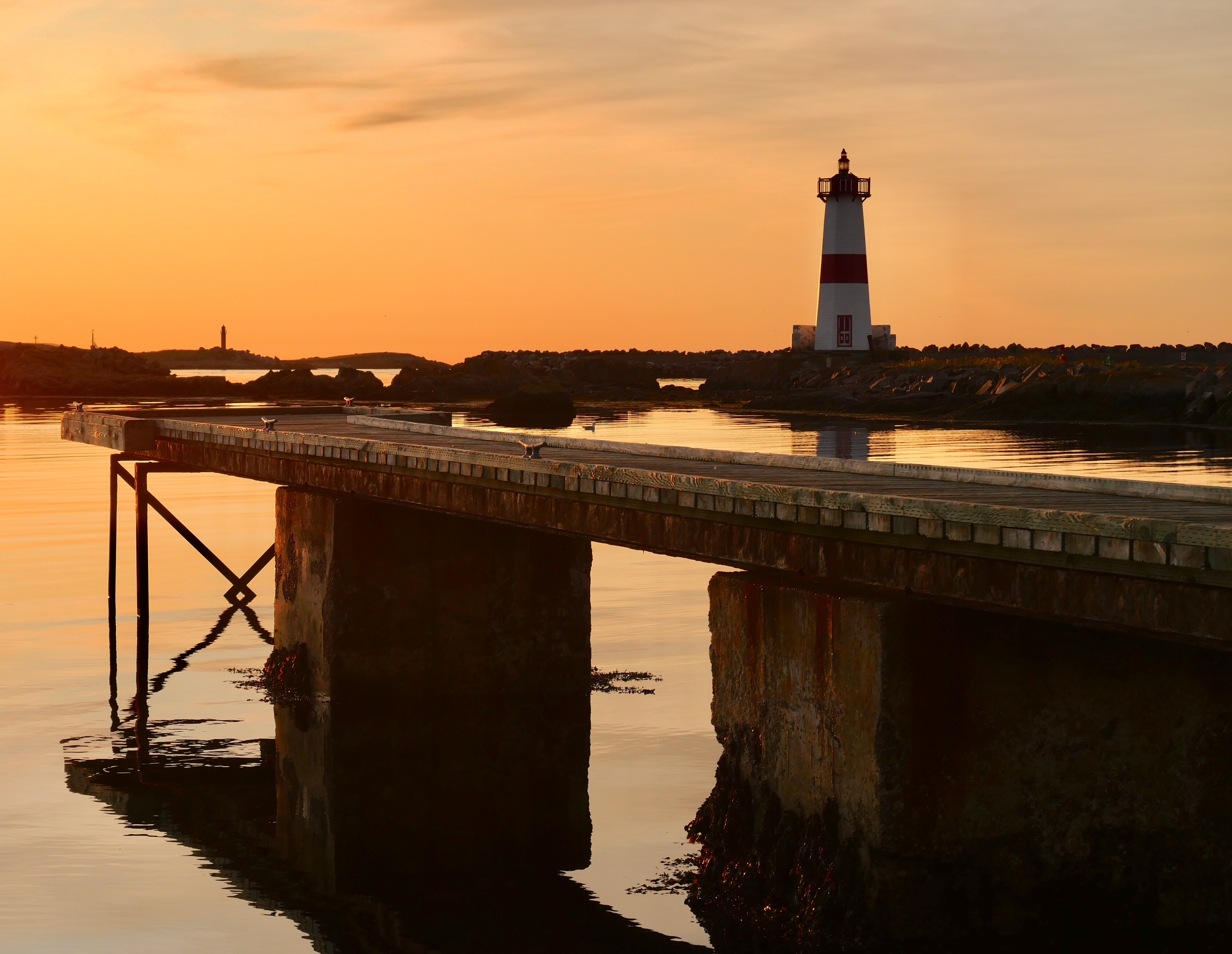
Phare de la pointe aux canons, Saint-Pierre-et-Miquelon.
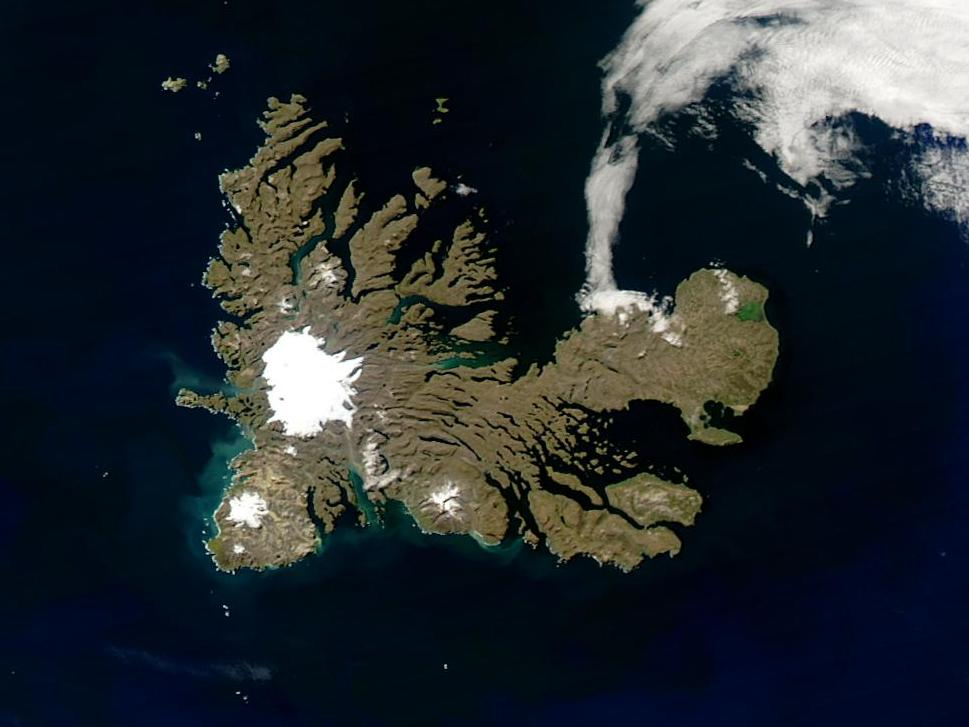
Image satellite des îles Kerguelen.
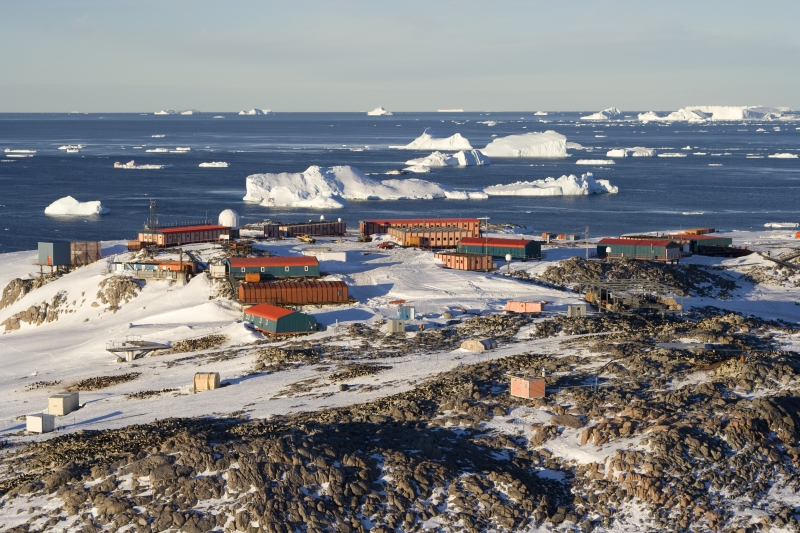
Base Dumont-d'Urville, terre Adélie, TAAF.
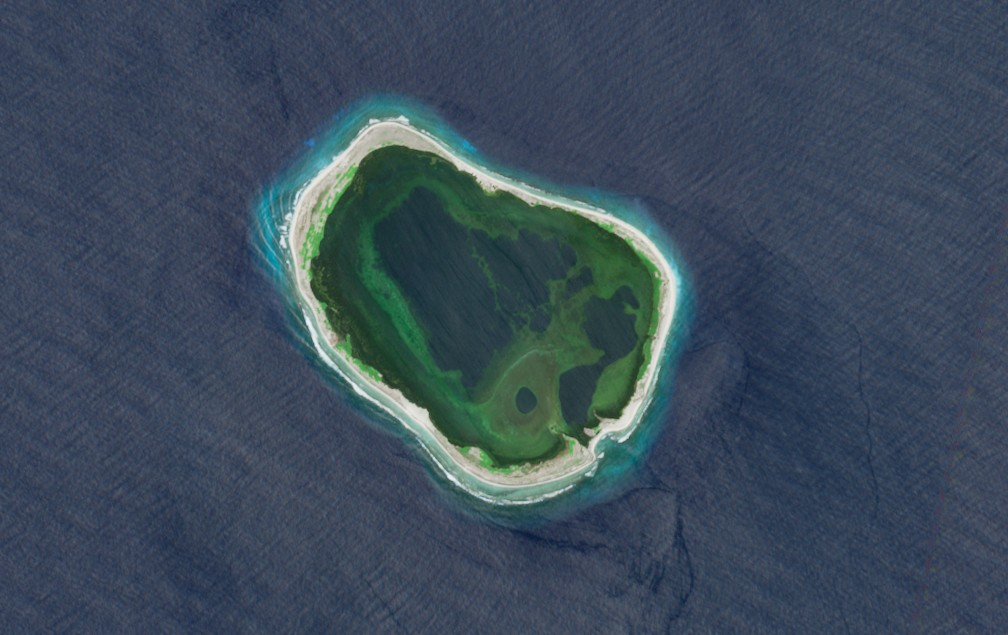
Image satellite de Clipperton.

## Liste des grandes villes en France d'outre-mer
Classées par population :
- Saint-Denis, La Réunion (156 149)
- Saint-Paul, La Réunion (106 220)
- Nouméa, Nouvelle-Calédonie (94 285)
- Saint-Pierre, La Réunion (85 254)
- Le Tampon, La Réunion (81 964)
- Fort-de-France, Martinique (75 165)
- Mamoudzou, Mayotte (71 437)
- Cayenne, Guyane (63 956)
- Saint-André, La Réunion (57 546)
- Saint-Louis, La Réunion (54 478)
- Les Abymes, Guadeloupe (51 760)
- Saint-Laurent-du-Maroni, Guyane (51 732).

## Géographie
Les territoires de la France d'outre-mer se caractérisent par un important éloignement de la métropole : les Antilles françaises sont ainsi à 6 800 km de Paris, la Polynésie française à 16 000 km, la Nouvelle-Calédonie à 16 800 km. À cela peut s'ajouter un éloignement des partenaires économiques les plus proches (Papeete est par exemple à 5 700 km de l'Australie).
La France d'outre-mer se caractérise également par son insularité, à l'exception de la Guyane. Mais cette dernière est toutefois isolée du reste de l'Amérique du Sud par son enclavement entre océan Atlantique et Amazonie.
Ces facteurs permettent toutefois à la France de disposer d'une zone économique exclusive (ZEE) de plus de onze millions de km2, soit la deuxième du monde après celle des États-Unis. En outre, depuis 2015, 579 000 km2 supplémentaires de plateau continental sont exploitables de façon exclusive par la France dans le prolongement de la ZEE de plusieurs espaces ultra-marins, mais ils ne sont pas inclus dans la ZEE (pas de droit exclusif d'exploitation des ressources biologiques marines, comme la pêche, etc.).
À l'exception des TAAF et de Saint-Pierre-et-Miquelon, situés en zone de climat froid, les territoires d'outre-mer sont situés dans des zones climatiques tropicales ou équatoriales et sont soumis à des risques naturels qui peuvent être importants (cyclones, tremblements de terre, volcanisme).

## Démographie
La population de la France d'outre-mer s'élève à 2,7 millions de personnes, soit environ 4 % de la population française totale. 
La population des outre-mer a connu un fort mouvement migratoire vers la métropole depuis la fin de la Seconde Guerre mondiale mais, dans le même temps, certains territoires comme la Guyane ou La Réunion connaissent une importante immigration.

## Économie et développement

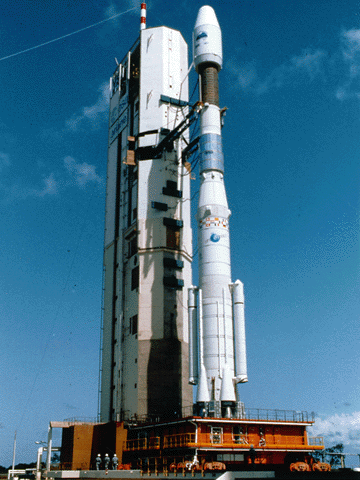
Fusée Ariane, au Centre spatial guyanais près de Kourou, en Guyane.

La situation économique des outre-mer français les situe comme des « espaces opulents », notamment en raison des flux financiers en provenance de la métropole : le PIB par habitant, l'indice de développement humain (IDH) ou l'espérance de vie des entités de l'outre-mer sont généralement largement supérieurs à ceux des pays immédiatement voisins.
Toutefois, l'économie des outre-mer est extrêmement dépendante de la métropole : 50 % à 60 % des échanges extérieurs des DROM ont lieu avec la métropole. De plus, l'agriculture, le tourisme et le bâtiment sont les trois principaux secteurs des économies ultramarines.
Les niveaux de vie en outre-mer sont de plus nettement inférieurs à ce qu'ils sont en métropole : le salaire moyen est inférieur de 10 % à celui de métropole et le chômage est près de trois fois plus élevé. Les prix sont par ailleurs parfois beaucoup plus élevé pour des produits de première nécessité (jusqu'à 35 % pour les carburants par exemple).

## Culture et sport
Les natifs d'outre-mer contribuent au rayonnement culturel de la France.
| Territoires         | Sport | Musique                                                                                            | Littérature |
| ------------------- | --- | -------------------------------------------------------------------------------------------------- | --- |
| Guadeloupe          | - Jocelyn Angloma - Christine Arron - Roger Bambuck - Claudio Beauvue - Laura Flessel - Thierry Henry - Thomas Lemar - Anthony Martial - Gaël Monfils - Marie-José Pérec - Teddy Riner - Jean-Marc Mormeck - Luc Sonor - Lilian Thuram - Marius Trésor - Didier Dinart - Mickaël Piétrus - Alexandre Lacazette - Kingsley Coman - William Gallas - Mathieu Bastareaud | - Thierry Cham - Francky Vincent - Kassav' - Zouk Machine - Admiral T - Kery James                 | - Gilbert de Chambertrand - Maryse Condé - Christine Kelly - Saint-John Perse - Gisèle Pineau |
| Guyane              | - Neki Adipi - Raoul Diagne - Jaïr Karam - Bernard Lama - Florent Malouda - Malia Metella - Mehdy Metella | - Chris Combette - Henri Salvador - Fanny J                                                        | - Léon-Gontran Damas - Élie Stéphenson - Christiane Taubira |
| Martinique          | - Coralie Balmy - Joël Abati - Ludovic Clément - Sandrine Gruda - Gérard Janvion - Fabrice Jeannet - Jérôme Jeannet - Harry Novillo - Hermann Panzo - Wendie Renard - Ronny Turiaf - Raphaël Varane | - Jocelyne Béroard - Christiane Eda-Pierre - David Martial - Kalash (chanteur)                     | - René Bonneville - Aimé Césaire - Patrick Chamoiseau - Raphaël Confiant - Édouard Glissant - Paulette Nardal - Jeanne Nardal - Frantz Fanon                                                                  |
| Mayotte             | - El Fardou Ben Nabouhane - Toifilou Maoulida - Kadri Moendadze - Faïz Selemani - Ismaël Boura - Djardji Nadhoime - Jeanine Assani-Issouf - Warmed Omari - Mohamadi Loutoufi - Fayzat Djoumoi - Nasrane Bacar | - Rekman Seller - Zily - Saandati Moussa - Lima Wild - M'Toro Chamou - Baco - Baco Ali - Mikidache | - Nassur Attoumani - Manou Mansour - Kim Lefèvre |
| Nouvelle-Calédonie  | - Laurent Gané - Michel Hmaé - Christian Karembeu - Antoine Kombouaré - Jean-Paul Lakafia - Peato Mauvaka - Yoram Moefana - Robert Teriitehau - Sébastien Vahaamahina - Patrick Vernay - Jacques Zimako | | - Francis Carco - Philippe Chabaneix |
| Polynésie Française | - Teheiura Teahui - Naea Bennett - Michel Bourez - Marama Vahirua - Pascal Vahirua - Kauli Vaast | - Jean Gabilou                                                                                     | - James Norman Hall |
| La Réunion          | - Guillaume Hoarau - Daniel Narcisse - Dimitri Payet - Jackson Richardson - Laurent Robert - Daniel Sangouma | - Tonton David - Georges Fourcade - Maxime Laope - Gérald de Palmas - Danyèl Waro                  | - Joseph Bédier - Paul Hermann (écrivain) - Michel Houellebecq - Auguste Lacaussade - Georges Athénas (Marius Leblond) et Aimé Merlo (Ary Leblond) - Leconte de Lisle - Jean-Régis Ramsamy - Patrick Singaïny |
| Wallis-et-Futuna    | - Yann David - Sipili Falatea - Wesley Lautoa - Paulo Tafili - Felise Vahai Sosaia | | |

## Critiques
Adriano Favole et Lara Giordana critiquent l'emploi du terme « outre-mer », car il rassemble des territoires ayant une culture et une histoire souvent très différentes. « Vu depuis ces îles périphériques de l'Europe, la notion d'« outre-mer » est très ambivalente, ethnocentrique, ambiguë et coloniale ». Ces territoires sont définis par rapport à la métropole, et ont souvent été perçus comme lointains et exotiques.